# Альтист Данилов
«Альтист Данилов» — фантастичний роман російського радянського письменника Володимира Орлова. Є першою частиною циклу «Останкінські історії».
Вперше виданий в журналі «Новый мир» № 2-4 за 1980 рік.
У створенні роману Орлову допомагав його друг, альтист з оркестру Великого театру Володимир Грот, який сам грав на альті роботи Альбані.

## Оповідь та географія
Оповідь ведеться переважно від третьої особи, але кілька разів автор (точніше — оповідач) згадує, що близько знайомий з Даниловим і навіть весь сюжет почув від нього самого. В цих випадках з'являється займенник «я» або згадується «мій син» (у разі запозиченої Даниловим карти зоряного неба).
Роман написано в жанрі «фантастичного реалізму» — дія переважно відбувається в Москві в 1970-х роках, але головний герой Данилов при цьому володіє надприродними («демонічними») здібностями, які іноді застосовує у повсякденному житті. Зокрема, він може переміщатися в будь-яку точку простору зі швидкістю думки, літати в хмарах, любить «купатися в блискавках». У зв'язку з відпусткою Кармадона (див. опис сюжету нижче) йому доводиться кілька разів з'явитися в Іспанії. Під час свого «ув'язнення» в Дев'яти Шарах він відлучається побачити свого батька в якусь відокремлену зоряну систему.

## Сюжет

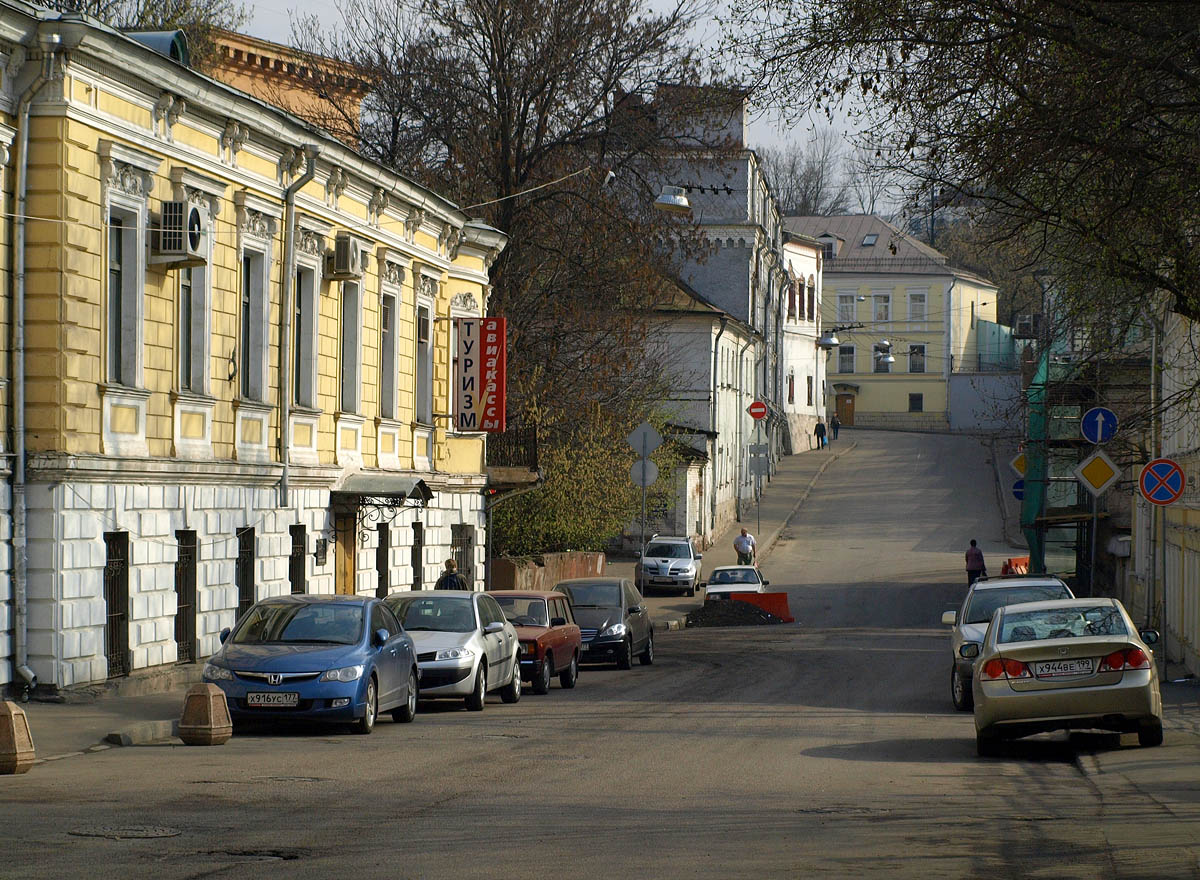
Хохловський провулок, де за сюжетом живе Наташа

Володимир Олексійович Данилов — демон (по батьківській лінії) на договорі, син жительки міста Данилова Ярославської області. Перенесений у дитинстві в Дев'ять Шарів, світ демонів, він отримав там освіту, але в якийсь момент через походження був відправлений на довічне поселення на Землю, до людей. Там він у віці 7 років був у 1943 році поміщений до дитячого будинку, потім Данилов потрапив до музичного інтернату, потім - в консерваторію, театр. Його інструментом був альт; причому в якийсь момент йому вдалося дістати інструмент, виготовлений Альбані.
За небажання нормально працювати Данилова було покарано: він став демоном на договорі, причому, щоб принизити, його прикріпили до компанії останкінських домовиків. Данилову було заборонено бачитися з батьком й іншими демонами, проте, він зустрічався з демонічною жінкою Анастасією, від кохання з якою відбувалися природні катаклізми, і з демонесою Химеко.
Одного разу Данилов отримує на зборах домовиків повістку про страшний час «Ч» - демонічний суд.
Поки Данилов чекає виклику у вищі шари, він продовжує займатися музикою. У нього крадуть альт Альбані; Данилов подає заяву в міліцію, йому вдається ще краще почати грати на звичайному інструменті. Його колишня дружина Клавдія Петрівна втягує його в клопоти навколо дивної організації «хлопобудів», крім того, Данилов закохується в лаборантку і швачку Наташу. В якийсь момент Данилов приймає у себе в гостях старого ліцейського демона, приятеля Кармадона (якого батько назвав за назвою селища на Кавказі) — аса, який щойно завершив спецзавдання, під час якого він зовсім не спав. Кармадон перетворюється на синього бика, з яким відбуваються всілякі пригоди (здебільшого під час дрімоти демона), наостанок влаштовує бенкет з подорожжю залізницями всієї країни, після якого в одного з супутників починає йти з рота паровозний дим, і намагається спокусити Наташу. Справа закінчується дуеллю Кармадона і Данилова, дією забороненою: Кармадон порушує кодекс честі і ранить Данилова, але його рятує Анастасія; сам Данилов викривляє Кармадону обличчя.
Через деякий час після цього Данилову приходить остаточний виклик. Він відправляється на небо, і там потрапляє в Колодязь Очікування, де йому демонструють дивні і дивовижні картини. Після Колодязя він потрапляє в Четвертий Шар, Шар Гостинності, і деякий час просто спілкується зі старими знайомими, відвідує батька, незважаючи на заборону, чухає спину Синьому Бику, на якому стоять Дев'ять Шарів, незважаючи на заборону навіть дивитися на нього.
Коли приходить суд, розбирається майже все життя Данилова. Його звинувачують у тому, що він став, фактично, людиною, що його прецедент небезпечний, а тому треба стерти саму сутність його, Данилова. Однак, коли рішення вже практично прийнято, демон Малібан (який надалі бере Данилова під своє заступництво) нагадує Начальнику Канцелярії, що слід попросити ствердження, і коли начальник його запитав у безодні, що розверзлася, пролунав голос: «Почекати». Данилов припускає, що голос належить Синього Бику. Суд різко змінює свою думку, приймає рішення відправити Данилова назад, на Землю, розташувавши над його головою Люстру і змусивши його тонше відчувати, якщо він досягає успіхів у музиці (тобто тепер, якщо Данилов чогось досягає, йому стає погано від землетрусів, студентських заворушень та інших бід, що відбуваються десь). Новий Маргарит радить йому придивитися до «хлопобудів».
Данилов повертається на Землю і продовжує там жити. Йому підкидають альт Альбані, але одного разу колега Данилова, Земський, розпилює цей інструмент, щоб привернути до себе увагу нащадків. Тим не менш, як не дивно, йому приходить повістка з міліції, що вкрадений інструмент нарешті знайдено, і Данилов їде забирати його.

## Музика в романі
Володимир Орлов показує гарну музичну ерудицію. Під його пером Данилов поважає і слухає не тільки таких відомих композиторів, як Чайковський, Бетховен, Вагнер, Малер, Прокоф'єв, Шостакович, але й таких менш відомих масовому радянському слухачу в 1970-і рр., як Пауль Хіндеміт, Арнольд Шенберг (з його Другою камерною симфонією [Архівовано 6 листопада 2020 у Wayback Machine.] і Тим, що врятувався з Варшави [Архівовано 21 вересня 2019 у Wayback Machine.]), Даріюс Мійо, Жанно де Лекюрель. В душі Данилова «звучать маракаси, сітари, рабоби, сямісен, кото, бамбукові флейти-сякухаті».
Важливою у романі є тема експериментальної музики. Перше зіткнення з нею у читача відбувається в особі колеги Данилова по оркестру огрядного скрипаля Миколи Земського, який проповідує «тишизм». На думку скрипаля, звуки настільки недосконалі і зжили себе, що музика повинна звучати лише в душі, і тоді вона буде істинним мистецтвом. Піддавшись депресивному погляду на музику Земського, кінчає життя самогубством друг Данилова.
Несподівано для Данилова, він стає першим слухачем і пропагандистом нового композитора Переслегіна. Симфонія останнього, яку ретельно і натхненно готував Данилов-соліст з оркестром, досить незвична за звучанням, щоб її не зрозуміло більшість слухачів. Самому Данилову не чужі оригінальні музичні побудови — в числі іншого він згадує п'ятиступеневі японські лади — міякабусі й інакабусі. У підсумку Данилов наважується представляти, а потім і записувати, свою незвичайну внутрішню музику зовнішньому слухачеві. Моральну підтримку в цьому йому надає Переслегін. Майже в кінці роману, поряд з симфонією Переслегіна, Данилов грає кілька своїх імпровізацій. Одна з них присвячується другові Данилова, «жертві тишизму».

## Персонажі
- Володимир Олексійович Данилов — альтист театрального оркестру, демон на договорі
- Наташа — кохана Данилова, лаборантка і швачка
- Клавдія Петрівна Соболєва — колишня дружина Данилова
- Микола Борисович Земський — скрипаль, творець теорії «тишизму»
- Переслегін — молодий композитор
- Юрій Ростовцев — один з ініціаторів руху «хлопобудів»
- Валентин Сергійович — демон, начальник Канцелярії від Того Світу, в одному з втілень — домовик
- Кармадон — демон, ліцейський приятель Данилова, брат Нового Маргарита, до дуелі з Даниловим — ас зі спецзавданням
- Новий Маргарит — вчений демон, ліцейський приятель Данилова, брат Кармадона
- Бек Леонович — домовик, секундант Данилова в дуелі з Кармадоном
- Анастасія — демонічна жінка смоленської крові, колишня коханка Данилова
- Химеко — жриця і пророчиця, колишня коханка Данилова, можливо вплинула на долю Данилова за допомогою жертви дзісая.
- Віктор Михайлович Муравльов — приятель Данилова
- Валерій Степанович Кудасов — приятель Данилова, лектор з істотних питань

## Переклади
- Англійська переклад: Danilov, the violist, 1987 видавництво W. Morrow.